# Match Point (jeu vidéo)
Match Point (Balle de match) est un jeu vidéo de tennis sorti en 1984-1985 sur Amstrad CPC, Atari ST, Commodore 64, ZX Spectrum et Sinclair QL par Psion et d'autres éditeurs et, sous le titre Tournament Tennis, sur ColecoVision, Commodore 64 et MS-DOS par Imagic. Il a également été publié pour Thomson TO7, Thomson MO6 et Thomson MO5 sous le titre Super Tennis. Certaines éditions pour Atari ST, Commodore 64 (sur cartouche) et DOS ont utilisé le simple titre Tennis. 

## Système de jeu
On ne peut jouer que des matchs simples sur cinq sets, entre deux joueurs ou contre l'ordinateur, ou encore des démonstrations de l'ordinateur contre lui-même. Dans tous les cas, trois niveaux de difficulté générale peuvent être sélectionnés, qui affectent la vitesse de la balle, tandis que celle des joueurs de tennis reste la même.
Le court, en vert, est représenté dans une vue tridimensionnelle fixe, orientée avec un joueur de tennis en bas et un autre en haut de l'écran. La taille des joueurs de tennis ne change pas en fonction de la distance. La balle a une ombre perpendiculaire pour aider à reconnaître sa hauteur au-dessus du sol. Des raquettes animées récupèrent la balle lorsqu'elle touche le filet, et le tableau d'affichage se trouve en arrière-plan.
Vous pouvez orienter le joueur de tennis pour qu'il frappe en coup droit ou en revers, en montrant le personnage avec la raquette à droite ou à gauche. Un seul bouton ou touche est utilisé pour frapper, mais la trajectoire et la vitesse des coups sont contrôlées par différents facteurs : position du joueur de tennis par rapport à la balle, vitesse du joueur de tennis au moment de la frappe, timing de la frappe.

## Récompense
Le jeu a été récompensé par un Tilt d'or en 1984 dans la catégorie la meilleure simulation de tennis.

## Réception
Selon le magazine E-mulez, le jeu testé sur CPC, est « doté d'une réalisation exemplaire » mais « la prise en main n'est pas immédiate : il faut apprendre à bien se placer pour renvoyer correctement la balle ». Côté graphisme, « ce n'est pas parfait » mais est « suffisamment beau et surtout parfaitement fluide ».
Pour Amstrad Cent pour cent, « les débuts sont très laborieux : les déplacements du joueur semblent aléatoires, le positionnement par rapport à la balle n'est jamais le bon, toutes les balles vont dans le filet ou sont trop longues, on fait de nombreuses doubles fautes au service ».